# Långträsk (naturrerservat)
Långträsk är ett naturreservat beläget öster om byn Långträsk i Vindelns kommun i Västerbottens län.
Området är naturskyddat sedan 2009 och är 417 hektar stort. Reservatet omfattar södra delen av sjön Långträsket, Tranuberget och våtmarker med myrar och tjärnar/småsjöar.